# Campeonato Mundial de Piragüismo en Eslalon de 2021
El XLI Campeonato Mundial de Piragüismo en Eslalon se celebró en Bratislava (Eslovaquia) entre el 22 y el 26 de septiembre de 2021 bajo la organización de la Federación Internacional de Piragüismo (ICF) y la Federación Eslovaca de Piragüismo.
Las competiciones se realizaron en el canal de piragüismo en eslalon del Centro de Deportes Acuáticos de Čunovo, ubicado a orillas del río Danubio.

## Medallistas

### Masculino
| Evento                 | Oro                                                             | Plata                                                                    | Bronce                                                                       |
| ---------------------- | --------------------------------------------------------------- | ------------------------------------------------------------------------ | ---------------------------------------------------------------------------- |
| K1 individual (25.09)  | Boris Neveu Francia 83,92 pts.                                  | Marcello Beda · Italia · 87,75 pts.                                      | Joan Crespo · España · 87,90 pts.                                            |
| C1 individual (26.09)  | Václav Chaloupka · República Checa · 92,02                      | Alexander Slafkovský · Eslovaquia · 92,17                                | Franz Anton · Alemania · 94,10                                               |
| K1 por equipos (22.09) | Boris Neveu Mathieu Biazizzo Benjamin Renia Francia 91,64       | Jakub Grigar · Martin Halčin · Adam Gonšenica · Eslovaquia · 93,49       | Peter Kauzer Martin Srabotnik Niko Testen Eslovenia 94,84                    |
| C1 por equipos (22.09) | Martin Thomas Denis Gargaud-Chanut Nicolas Gestin Francia 95,34 | Lukáš Rohan · Václav Chaloupka · Vojtěch Heger · República Checa · 96,03 | Matej Beňuš · Marko Mirgorodský · Alexander Slafkovský · Eslovaquia · 100,83 |

### Femenino
| Evento                 | Oro                                                                             | Plata                                                                                        | Bronce                                                                  |
| ---------------------- | ------------------------------------------------------------------------------- | -------------------------------------------------------------------------------------------- | ----------------------------------------------------------------------- |
| K1 individual (25.09)  | Ricarda Funk · Alemania · 94,80 pts.                                            | Elena Apel · Alemania · 97,31 pts.                                                           | Kimberley Woods Reino Unido 97,90 pts.                                  |
| C1 individual (26.09)  | Elena Apel · Alemania · 99,03                                                   | Mallory Franklin Reino Unido 99,34                                                           | Gabriela Satková · República Checa · 102,50                             |
| K1 por equipos (22.09) | Kimberley Woods Fiona Pennie Mallory Franklin Reino Unido 101,24                | Kateřina Minařík Kudějová · Antonie Galušková · Lucie Nesnídalová · República Checa · 106,71 | Eliška Mintálová · Jana Dukátová · Soňa Stanovská · Eslovaquia · 107,72 |
| C1 por equipos (22.09) | Tereza Fišerová · Gabriela Satková · Martina Satková · República Checa · 110,43 | Nuria Vilarrubla · Klara Olazabal · Miren Lazkano · España · 112,00                          | Alsu Minazova · Polina Mujgaleyeva · Zulfiya Sabitova · RCF · 118,05    |

### Eslalon extremo
| Evento               | Oro                       | Plata                      | Bronce                       |
| -------------------- | ------------------------- | -------------------------- | ---------------------------- |
| K1 masculino (26.09) | Joseph Clarke Reino Unido | Finn Butcher Nueva Zelanda | Mario Leitner · Austria      |
| K1 femenino (26.09)  | Jessica Fox Australia     | Elena Apel · Alemania      | Evy Leibfarth Estados Unidos |

## Medallero
| Núm. | País            | Oro | Plata | Bronce | Total |
| ---- | --------------- | --- | ----- | ------ | ----- |
| 1    | Francia         | 3   | 0     | 0      | 3     |
| 2    | Alemania        | 2   | 2     | 1      | 5     |
| 2    | República Checa | 2   | 2     | 1      | 5     |
| 4    | Reino Unido     | 2   | 1     | 1      | 4     |
| 5    | Australia       | 1   | 0     | 0      | 1     |
| 6    | Eslovaquia      | 0   | 2     | 2      | 4     |
| 7    | España          | 0   | 1     | 1      | 2     |
| 8    | Italia          | 0   | 1     | 0      | 1     |
| 8    | Nueva Zelanda   | 0   | 1     | 0      | 1     |
| 10   | Austria         | 0   | 0     | 1      | 1     |
| 10   | Eslovenia       | 0   | 0     | 1      | 1     |
| 10   | Estados Unidos  | 0   | 0     | 1      | 1     |
| 10   | RCF             | 0   | 0     | 1      | 1     |
|      | TOTAL           | 10  | 10    | 10     | 30    |

1. 1 2  Debido a la decisión del TAS de diciembre de 2020 de suspender los entes deportivos rusos, el equipo de Rusia participa bajo la denominación «Russian Canoe Federation» y las siglas RCF.